# Nik Berger
Nikolas 'Nik' Berger (Salzburg, 18 maart 1974) is een voormalig volleybal- en beachvolleybalspeler uit Oostenrijk. In de zaal werd hij viermaal landskampioen en speelde hij voor de nationale ploeg. Op het strand werd hij Europees kampioen en nam hij deel aan twee Olympische Spelen.

## Carrière

### Zaal
Berger begon met volleyballen in 1986 en in 1992 werd hij met PLO/ASV Salzburg tweede in het landskampioenschap. Vervolgens studeerde hij twee jaar aan de Universiteit van Hawaï in Manoa. Na zijn terugkomst in Oostenrijk maakte hij de overstap naar Donaukraft Wien. Met deze club won hij van 1996 tot en met 1999 – vier jaar op rij – zowel het landskampioenschap als de beker. Daarnaast was hij actief als speler voor de Oostenrijkse nationale ploeg. Nadat hij met dat team in 1999 achtste werd bij het Europees kampioenschap beëindigde hij zijn carrière in de zaal.

### Beach

#### 1995 tot en met 2001
In 1995 maakte Berger verder zijn professionele beachvolleybaldebuut in de FIVB World Tour. Met Gernot Leitner nam hij deel aan zes toernooien met een negende plaats in Busan als beste resultaat. Vervolgens speelde hij tot en met 1998 samen met Hannes Kronthaler. Het duo werd in 1996 Oostenrijks kampioen. In de World Tour kwamen ze bij acht toernooien niet verder dan twee zeventiende plaatsen. Van 1999 tot en met 2001 vormde Berger een team met Oliver Stamm. Het eerste seizoen namen ze deel aan de wereldkampioenschappen in Marseille. Het tweetal verloor in de tweede ronde van de Argentijnen Mariano Baracetti en José Salema en werd daarna in de herkansing uitgeschakeld door Stéphane Canet en Mathieu Hamel uit Frankrijk. Bij de Europese kampioenschappen in Mallorca eindigden ze op de vierde plaats achter de Noren Jan Kvalheim en Bjørn Maaseide. In de mondiale competitie waren ze verder actief op acht toernooien met een vijfde plek in Vitória als beste resultaat.
In 2000 deden Berger en Stamm mee aan veertien FIVB-toernooien. Ze kwamen daarbij tot een vijfde (Tenerife) en een zevende plaats (Guarujá). Bij de EK in Getxo verloren ze de eerste wedstrijd van de Noren Kjell Arne Gøranson en Iver Andreas Horrem en na twee overwinningen werden ze in de derde ronde van de herkansing uitgeschakeld door de Kvalheim en Maaseide. Bij de Olympische Spelen in Sydney bereikten Berger en Stamm via de herkansingen de achtste finale waar het Braziliaanse duo Zé Marco en Ricardo Santos te sterk was. Het daaropvolgende seizoen werd het duo bij de EK in Jesolo wederom vierde, nadat de troostfinale van het Noorse tweetal Jørre Kjemperud en Vegard Høidalen verloren werd. Bovendien namen ze deel aan de WK in eigen land waar ze in de achtste finale werden uitgeschakeld door de Amerikanen Christian McCaw en Robert Heidger. Bij de negen reguliere wedstrijden in de World Tour tot negende plaatsen bij de Open-toernooien van Gstaad en Espinho. Bij de Goodwill Games in Brisbane eindigden ze bovendien als achtste.

#### 2002 tot en met 2008
In 2002 wisselde Berger van partner naar Clemens Doppler met wie hij tot en met 2005 zou beachvolleyballen. Het eerste seizoen deed het tweetal mee aan negen internationale toernooien. Ze behaalden daarbij twee vijfde (Montreal en Klagenfurt) en vier negende plaatsen (Berlijn, Gstaad, Marseille en Mallorca). Bij de EK in Bazel eindigden ze als vierde nadat ze de halve finale en de wedstrijd om het brons achtereenvolgens verloren hadden van de broers Martin en Paul Laciga uit Zwitserland en Kjemperud en Høidalen. Bovendien werd Berger met Doppler voor de tweede keer nationaal kampioen. In 2003 behaalden ze bij negen reguliere toernooien in de World Tour enkel toptienklasseringen. Ze begonnen met een derde plaats op Rodos en een vierde plaats in Gstaad. Daarna volgden vier negende plaatsen (Berlijn, Stavanger, Marseille, Espinho) en een vijfde plaats (Klagenfurt). Eind augustus wonnen Berger en Doppler in Alanya bovendien de Europese titel ten koste van de Duitsers Markus Dieckmann en Jonas Reckermann. Na afloop eindigde het duo als negende op Mallorca en als vierde in Los Angeles. Bij de WK in Rio de Janeiro gingen ze als tweede in de groep door naar de zestiende finales waar ze werden uitgeschakeld door het Zwitserse duo Patrick Heuscher en Stefan Kobel. Verder prolongeerden Berger en Doppler hun nationale titel.
Het daaropvolgende seizoen wisten ze bij de EK in Timmendorfer Strand hun titel niet te verdedigen; ze werden in de achtste finale uitgeschakeld door Horrem en Maaseide. In de World Tour kwamen ze bij ze acht toernooien niet verden dan een zevende plaats in Gstaad. Bij de Grand Slam van Marseille blesseerde Doppler zijn knie waardoor hij de rest van het seizoen miste. Derhalve deed Berger met Florian Gosch mee aan de Olympische Spelen in Athene; het duo strandde na een overwinning en twee nederlagen in de groepsfase. In 2005 waren Berger en Doppler actief op twaalf reguliere FIVB-toernooien. Ze behaalden daarbij twee vijfde plaatsen (Gstaad en Montreal), een zevende plaats (Athene) en drie negende plaatsen (Stavanger, Stare Jabłonki en Acapulco). Bij de WK in Berlijn verloren ze in de eerste ronde van hun landgenoten Gosch en Bernard Strauß en in de tweede ronde van de herkansing werden ze uitgeschakeld door de Brazilianen Emanuel Rego en Ricardo.
Van 2006 tot en met 2008 speelde Berger samen met Robert Nowotny. Het eerste seizoen namen ze deel aan drie internationale toernooien met een dertiende plaats in Roseto degli Abruzzi als beste resultaat. Daarnaast speelde Berger datzelfde jaar twee wedstrijden met Peter Gartmayer en eindigde hij met hem als vierde bij de EK in Den Haag, nadat de troostfinale van Heuscher en Kobel verloren werd. Bij de edities van 2007 en 2008 kwam hij met Nowotny niet verder dan de eerste ronde van de herkansing. In oktober 2008 deed Berger in Dubai mee aan zijn laatste internationale toernooi.

## Palmares
Kampioenschappen zaal
- 1996:  Oostenrijks kampioenschap
- 1996:  Oostenrijkse beker
- 1997:  Oostenrijks kampioenschap
- 1997:  Oostenrijkse beker
- 1998:  Oostenrijks kampioenschap
- 1998:  Oostenrijkse beker
- 1999:  Oostenrijks kampioenschap
- 1999:  Oostenrijkse beker

Kampioenschappen beach
- 1996:  NK
- 1997:  EK U20
- 2000:  NK
- 2000: 9e OS
- 2001: 9e WK
- 2002:  NK
- 2003:  EK
- 2003:  NK

FIVB World Tour
- 2003:  Rodos Open